# Vera Martelli
Vera Martelli, później Alvergna (ur. 27 października 1930 w Bolonii, zm. 13 maja 2017 tamże) – włoska lekkoatletka, sprinterka.
Podczas igrzysk olimpijskich w Helsinkach (1952) odpadła w eliminacjach na 200 metrów z czasem 26,1 s.

## Rekordy życiowe
- Bieg na 200 metrów – 26,1 s (1952)